# Zlatko Horvat
Zlatko Horvat (* 25. September 1984 in Zagreb, SR Kroatien, SFR Jugoslawien) ist ein kroatischer Handballspieler.

## Karriere
Horvats Profikarriere begann beim kroatischen Traditionsverein RK Zagreb in der Saison 2002/2003. Der 1,79 m große Rechtsaußen gewann mit dem Rekordmeister zwischen 2002 und 2019 jedes Jahr Meisterschaft und Pokal, erst 2020 wurde diese Serie auf Grund der Corona-Pandemie gebrochen. Zudem nahm Horvat in jeder Saison an der EHF Champions League teil. 2011/12 wurde er mit 94 Toren drittbester Scorer des Wettbewerbs. Nach dem Ausscheiden in der Saison 2004/05 erreichte Zagreb das Endspiel im Europapokal der Pokalsieger, das gegen Ademar León verloren wurde. 2012/13 gewann man die SEHA-Liga. Zur Saison 2020/21 gab er nach 26 Jahren beim RK Zagreb überraschend seinen Wechsel zum nordmazedonischen Verein RK Metalurg Skopje bekannt. Ende Dezember 2021 wechselte er zum ungarischen Verein Dabas KC. Ab dem Februar 2024 lief er bis zum Saisonende 2023/24 auf Leihbasis für RK Zagreb auf. Mit Zagreb gewann er 2024 Meisterschaft und Pokal.

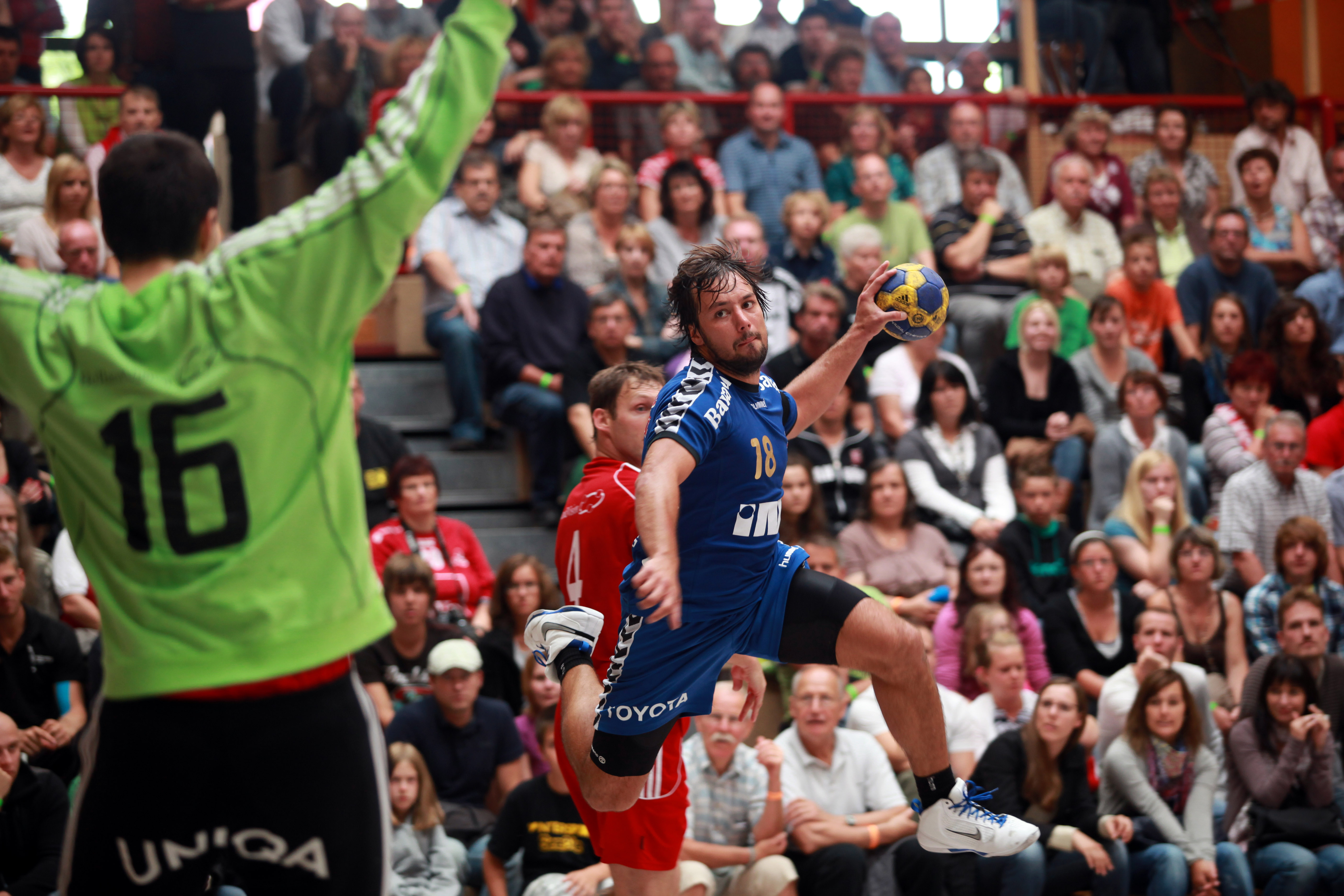
Zlatko Horvat auf Rechtsaußen beim Torwurf

Zlatko Horvat war über viele Jahre fester Bestandteil der kroatischen Männer-Handballnationalmannschaft und erzielte in 183 Länderspielen 566 Tore. Bei den Europameisterschaften 2008 und 2020 wurde Zlatko Horvat Vize-Europameister, bei der Weltmeisterschaft 2009 Vize-Weltmeister. Bei der EM 2012, den Olympischen Spielen 2012 in London, der Weltmeisterschaft 2013 und der EM 2016 errang er jeweils Bronze. Weiterhin nahm er an den Olympischen Spielen 2008 in Peking und den Olympischen Spielen 2016 in Rio de Janeiro teil.